# FIM-43 Redeye

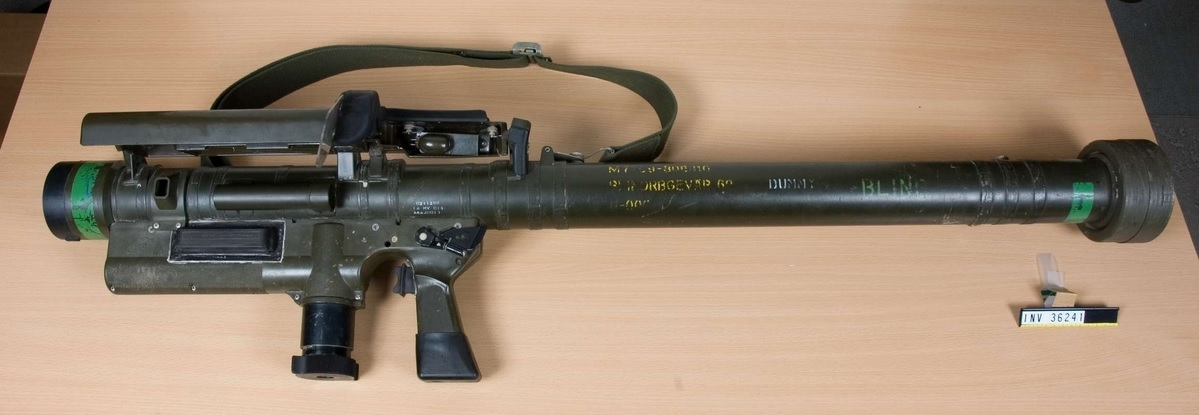
Um FIM-43.

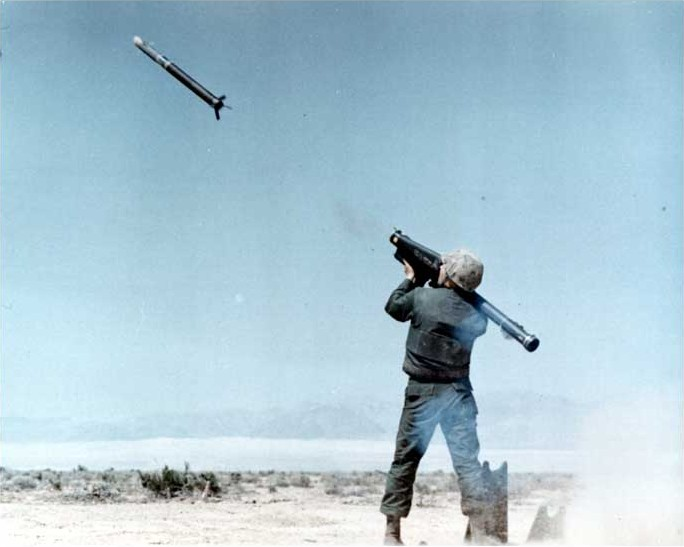
Um soldado com um Redeye disparando um míssil.

O FIM-43 Redeye é um lançador portátil de mísseis terra-ar, desenvolvido pelos Estados Unidos pela empresa General Dynamics. Ele usa um sistema de rastreamento de calor para acertar o alvo. Produzido entre 1968 e 1969, cerca de 85 000 exemplares foram construídos. Ele foi, mais tarde, substituído pelo FIM-92 Stinger. Em meados da década de 1990, o FIM-43 já estava completamente fora de serviço.